# .gb
.gb este un domeniu de internet de nivel superior, pentru Regatul Unit (ccTLD). Domeniul nu mai este folosit, nemaifiind posibilă înregistrarea de subdomenii, se preferă în schimbul său domeniul .uk.